# یوسانو، کیوتو
یوسانو، کیوتو (به لاتین: Yosano, Kyoto) یک منطقهٔ مسکونی در ژاپن است که در استان کیوتو واقع شده‌است. یوسانو ۲۴٬۱۷۹ نفر جمعیت دارد.